# Nicolas Thiervoz
Nicolas Thiervoz est un coureur cycliste français né à Annecy le 26 août 1972 et originaire de Cusy (Haute-Savoie).

## Biographie
Il débute par la course à pied à huit ans (licencié à Aix-les-Bains) avec des titres de champion départemental et régional ainsi qu'une 7e place par équipe au championnat de France cadet de cross-country. En parallèle jusqu'en 1994, il est pilote de motocross et membre de l'équipe de France espoirs durant les années 1989 et 1990[réf. nécessaire] avec des titres de champion Rhône-Alpes et 8eme français au championnat de France junior espoirs...
C'est en 1995 que Nicolas commence sa carrière de coureur cycliste,au sein du club local (Vélo-club du Pont de l'Abîme puis au VC Rumilly et au RO Annecy), discipline dans laquelle il obtient six titres de champion Rhône-Alpes en VTT cross country, ainsi qu'un titre de champion d'Europe en Italie en 2005 et de vice-champion en 2006 en master (+ de 30 ans). Il gagne aussi trois titres de champion de France cross country master 2005, 2006 et 2008 et une 4e place au championnat du monde en 2007. Il est semi professionnel dans plusieurs équipes comme le team  gitane, aviotech italia , Roue d'or Annécienne, cmt titan et scott france valloire galibier.
Nicolas reprends du service occasionnellement pour terminé vice champion de France master vtt xco en 2011 et médaillé de bronze au championnat de france master vtt xco en 2024.
Il court parfois sur route, où il gagne une étape du Tour de La Réunion international en 2004, le tour du bassin annécien en 2007, ainsi que plusieurs courses élite[réf. nécessaire].

## Sources
1. ↑  Interview avec Nicolas Thiervoz, velo101.com
2. ↑  Dossier de presse, Fédération française de cyclisme
3. ↑  La boucle se referme avec un « happy Dayus », Le Quotidien de La Réunion